# 平壌放送
平壌放送（ピョンヤンほうそう、朝: 평양방송 , 英: Pyongyang Broadcasting Station; PBS）は、朝鮮民主主義人民共和国（北朝鮮）の国営放送局。朝鮮中央放送委員会が製作していた海外向けラジオ放送（国際放送）である。

## 概説
北朝鮮から発信される国際放送（海外向け放送）は、2022年1月現在、朝鮮語を使用した近隣諸国向けの放送のみが「平壌放送」の名称で呼ばれている。
朝鮮語以外の外国語（言語）の海外向け放送は、2001年2月16日に「朝鮮の声放送（英語：Voice of Korea）」に改称された。
内部向けメディアの朝鮮中央通信や朝鮮中央テレビ、朝鮮労働党機関紙・労働新聞等と違って、北朝鮮の一般住民は報道内容に接するのは不可能である。

## 歴史
1945年10月14日に平壌放送局（朝鮮中央放送の前身）が放送再開時から実施していた対南（韓国・南朝鮮）・対外朝鮮語番組が、1951年1月1日に朝鮮語の海外向けの放送として開始された。1955年10月14日に組織改編されて国内向け放送とは別系統として分離されたのがその前身である。
その後、1967年12月に「朝鮮中央第2放送」と改称された。1972年11月10日に組織改編によって海外向け放送と別組織になった際に「平壌放送」に改称された。
同じように近隣諸国での受信を目的に行う朝鮮語の放送局に韓国放送公社（韓国・南朝鮮）が行うKBS韓民族放送がある。
2013年2月1日に平壌放送の公式ウェブサイト「民族大団結」（朝: 민족대단결）を開設した。
2024年1月12日21時過ぎに（平壌時間＝UTC+9）放送を中止した。

## 放送内容
放送内容は、朝鮮中央放送と同様でニュースや音楽、労働新聞の論評、政治宣伝番組（プロパガンダ）、小説の朗読番組（ドラマ）などを中心に放送しているが、国内向けの朝鮮中央放送とは異なり、聴取の対象としているのは主に韓国在住同胞、もしくは在日朝鮮人等である。平壌時間（UTC+9）05:30から06:00までの30分を除いてほぼ終日に渡って放送されている（ただし周波数によっては04:00で放送を終了するものもある）。
放送開始前のインターバル・シグナル（IS）は「金日成将軍の歌」の冒頭メロディーを電子オルガンで演奏したものである。続いて北朝鮮の愛国歌の演奏に続いて「栄えあるわが祖国、朝鮮民主主義人民共和国万歳!」「朝鮮人民のすべての勝利の組織者・嚮導（きょうどう）者である朝鮮労働党万歳!」とのスローガンが読み上げられ、次に「金日成将軍の歌」と「金正日将軍の歌」が流れる。
かつて金日成放送大学は、1962年に開始されて以来、長い間毎日夜に放送されていた。しかし2004年10月31日放送分をもって42年間に渡る放送を終え、これに代わるものとして同年11月8日よりインターネットを通じての講義が開始されている。2009年4月に放送が復活した。

## 放送時間・周波数
- 2023年6月時点

| 放送時間(PYT) | 周波数          |
| 06:00-03:00   | 6160kHz         |
| 06:00-04:00   | 801kHz、3320kHz |
| 06:00-05:30   | 657kHz、855kHz  |
| 12:00-16:00   | 621kHz          |
| 22:00-05:30   | 621kHz          |
| 00:00-03:00   | 720kHz          |
| 00:00-05:00   | 873kHz          |

※PYT=UTC+9 日本標準時・韓国標準時に同じ。2015年8月15日から2018年5月4日まではUTC+8:30。
621kHzは朝鮮の声放送の日本語放送枠と時間外で共用になっている。

## 目的
平壌放送は、対南（南朝鮮）向け・近隣諸国にいる朝鮮人向け・工作員向けの放送とされている。工作員への指令はかつてこの放送で行われていたとされている。
乱数放送の終了した2000年以降でも、本放送の選曲順が工作員への暗号になっていると言う指摘がある。
なお、韓国在住者が平壌放送を聴取できないようにするため、韓国政府当局はジャミング（妨害電波）を発信して対処していた。法令上、韓国国内での聴取そのものは禁止されていないが、内容の公衆への拡散等は国家保安法による処罰対象となる場合がある。

## 乱数放送
乱数放送と呼ばれる暗号電文を読み上げる放送（通称：A3放送）の番組を行っており、これにより拉致を含む可能性のある様々な指令を工作員に送ったという説がある。
なお、この乱数放送の解読に使う乱数表は水溶紙が使われており機密性が保たれているが、これまで何度も韓国などで発見され押収されている。
乱数放送は2000年に一旦終了した（この放送終了は一連の工作活動を終了したのではなく、放送以外の指令伝達手段（暗号化した電子メール、またはモールス信号）に切り替えたためと言われている）が、2016年6月24日に16年ぶりに放送を再開し、以降、不定期に放送が行われている。また2020年からはYouTubeを利用した乱数放送も始めている。